# Xinluo
Xinluo är ett stadsdistrikt som utgör den egentliga stadskärnan i staden Longyan i sydvästra delen av provinsen Fujian i sydöstra Kina.  Orten tillhör hakka-folkets hemtrakter och en hakka-dialekt talas där, även om mandarinkinesiska är officiellt språk.

## Historia
Stadsdistriktet Xinluo var tidigare ett härad som hetat Longyan sedan 742. Longyan ombildades 1981 till en stad på häradsnivå och 1997 utvidgades stadens yta och erhöll status som prefektur, varpå den gamla stadskärnan döptes om till Xinluo. 
Åren 1931-35 kontrollerades häradet Longyan av den Kinesiska sovjetrepubliken.

## Administrativ indelning
Xinluo är indelat i tio stadsdelsdistrikt och tio köpingar.
Stadsdelsdistrikt (jiedao):

- Beicheng (北城街道)
- Caoxi (曹溪街道)
- Dongcheng (东城街道)
- Dongxiao (东肖街道)
- Longmen (龙门街道)
- Nancheng (南城街道)
- Tieshan (铁山街道)
- Xicheng (西城街道)
- Xipi (西陂街道)
- Zhongcheng (中城街道)

Köpingar (zhen):

- Baisha (白沙镇)
- Dachi (大池镇)
- Hongfang (红坊镇)
- Jiangshan (江山镇)
- Shizhong (适中镇)
- Suban (苏坂镇)
- Wan'an (万安镇)
- Xiaochi (小池镇)
- Yanshan (岩山镇)
- Yanshi (雁石镇)